# Leuc
 Leuc  es una población y comuna francesa, en la Región de Occitania, departamento de Aude, en el distrito de Carcasona y cantón de Carcassonne-Est.

## Demografía
| 420 | 427 | 387 | 529 | 629 | 577 |
| Para los censos de 1962 a 1999 la población legal corresponde a la población sin duplicidades (Fuente: INSEE [Consultar]) |     |     |     |     |     |